# ديك موريس
ديك موريس (بالإنجليزية: Dick Morris)‏ (مواليد 28 نوفمبر 1948) هو مؤلف ومعلق سياسي أمريكي، عمل سابقا كمستشار للمحلات السياسية. كان صديقًا ومستشارًا لبيل كلينتون، وأصبح مستشارًا سياسيًا للبيت الأبيض بعد انتخاب كلينتون رئيسًا في عام 1992. شجع موريس كلينتون على اتباع سياسات الطرف الخارجي التي جمعت بين المقترحات والخطابات والقضايا الجمهورية والديمقراطية التقليدية لتحقيق أقصى قدر من المكاسب السياسية والشعبية. عمل كخبير استراتيجي جمهوري قبل انضمامه إلى إدارة كلينتون، حيث ساعد كلينتون على التعافي من انتخابات التجديد النصفي لعام 1994 من خلال نصح الرئيس بتبني سياسات أكثر اعتدالًا.